# Blackburneus furcatus
Blackburneus furcatus är en skalbaggsart som beskrevs av Schmidt 1909. Blackburneus furcatus ingår i släktet Blackburneus och familjen Aphodiidae. Inga underarter finns listade.